# John J. Vis
John J. Vis (Heemstede (Noord-Holland), 11 januari 1929 – Antibes, 3 april 2015) was een Nederlands muziekproducent en impresario.
Van oorsprong was Vis zelf trompettist en saxofonist in jazzbands, bigbands. Hij werkte toen samen met onder meer Charlie Parker en Miles Davis. Hij speelde vlak na de Tweede Wereldoorlog nog in Parijs. Midden jaren zestig begon het producerswerk voor onder meer Boy Edgar, Mischa Mengelberg en ook bijvoorbeeld Rita Reys. Naast opnamen zorgde hij voor verspreiding van bladen over jazzmuziek ("Philharmonic"). Vervolgens haalde hij (toen) grote muziekgroepen naar Nederland, zoals de Beach Boys en Procol Harum. 
Hij begon te werken bij Artone, waar hij contact had met Norman Granz, jazzpromotor en oprichter van Verve Records. Op Artone verscheen werk van Nederlandse/Vlaamse artiesten als Enny Denita, Eddy Christiani, Willy Schobben en Sjakie Schram. Ook ZZ en de Maskers kenden een historie met Vis. Artone kreeg Funckler Records erbij en nam in 1969 de distributie van CBS over van Philips Records. In dat pakket zaten ook Reprise Records en Motown Records. Bij de firma werkte ook ene Rein van den Broek, jazztrompettist en later medeoprichter van Ekseption. Vis promoveerde tot platenbaas bij CBS Nederland en zorgde voor een aanhoudende stroom Nederlandse artiesten bij dat platenlabel. Artiesten die onder zijn vlag voeren waren:
- Ann Burton
- Pim Jacobs
- Rita Reijs (album Rita Reys zingt Michel Legrand)
- Louis van Dijk (single Shaffy-cantate)
- Laurens van Rooyen
- Chris Hinze (album Mirror of dreams)
- Wim Overgaauw
- Jan Akkerman (album Aranjuez)
- Frits Lambrechts
- Jules de Corte (album Miniaturen)
- Toots Thielemans (album Slow motion)
- Thijs van Leer (Introspection-reeks)
- Rogier van Otterloo

John J. Vis was er samen met zijn toenmalige vrouw Annemarie Oster verantwoordelijk voor dat Kees van Kootens en Wim de Bies vertaling van Alone Again (Naturally) van Gilbert O'Sullivan getiteld 1948 door Gerard Cox de hitparades in werd gezongen. Willem Duys noemde het de "Aartsvader van de Nederlandse platenindustrie".
Zijn zoon Jan Willem Vis zat ook in de muziek en werkte onder andere mee aan het Introspectionproject.